# Liste der Monuments historiques in Saint-Jean-de-Beauregard
Die Liste der Monuments historiques in Saint-Jean-de-Beauregard führt die Monuments historiques in der französischen Gemeinde Saint-Jean-de-Beauregard auf.

## Liste der Bauwerke
| Bezeichnung            | Beschreibung | Standort | Kennzeichnung | Schutzstatus | Datum | Bild           |
| ---------------------- | ------------ | -------- | ------------- | ------------ | ----- | -------------- |
| Schloss mit Taubenturm |              | (Lage)   | PA00088006    | Classé       | 1993  | weitere Bilder |